# Nokia 6165i
Il Nokia 6165i è un telefono cellulare prodotto dall'azienda finlandese Nokia e messo in commercio nel 2006.

## Caratteristiche
- Dimensioni: 87 x 45 x 24.9 mm
- Massa: 126 g
- Risoluzione display interno: 128 x 160 pixel a 262 144 colori
- Risoluzione display esterno: 96 x 65 pixel da 65 000 colori
- Durata batteria in conversazione: 4 ore
- Durata batteria in standby: 240 ore (10 giorni)
- Fotocamera: 1.0 megapixel
- Memoria:14 MB
- Bluetooth, infrarossi e USB